# تحويل غير كيميائي للضوء
تحويل غير كيميائي للضوء (بالإنجليزية: Non-photochemical quenching)‏ ويُعرف اختصاراً بـ NPQ، هي آلية تستخدمها النباتات والطحالب لحماية أنفسهم من الضوء العالي. يتمثل ذلك بتبريد الحالة المثارة للكلورفيل عن طريق الاضمحلال الغير اشعاعي، وبالتالي هي عملية تبديد الطاقة الضوئية التي تحولت إلى حرارة عن طريق الاهتزازات الجزيئية. يساعد ذلك على تنظيم وحماية التمثيل الضوئي في البيئات حيث يكون امتصاص الطاقة الضوئية يتجاوز القدرة على استخدام الضوء في التمثيل الضوئي.